# 2012年立法會（修訂）條例草案
《2012年立法會（修訂）條例草案》是香港政府於2011年5月17日所提出的條例草案，建議以後香港立法會再有民選議員出缺時，無需再次進行補選，而是以新設的替補制度代替。政府原先計劃於2011年7月13日於立法會進行草案二讀，但是由於七一遊行後支持政府的議員票數不穩，政府宣布押後二讀程序，並於7月22日至9月24日期間進行公眾諮詢。 政府於2012年1月20日公佈諮詢結果，改為建議限制所有辭職議員於半年內參選，並於2012年6月1日表決並通過。

## 背景
2010年5月16日，有五位立法會議員辭職後再參加補選，發起五區公投運動，借補選在全港進行變相公投，就普選議題讓選民表態，迫令中央及特區政府定出沒有篩選機制的普選。在建制派、民主黨的杯葛下，是次補選投票率只有17%，五十多萬人投票。事後政府以浪費公帑及市民不認同是次補選為由，為了「堵截」部分議員「濫用」機制進行「變相公投」，政府提出遞補機制法案，定下條件限制議員辭職再補選。香港政府於法案提出提前，並未作任何公眾諮詢，只是指「變相公投」投票率偏低，『證明』政府建議已經獲得廣泛支持，因此無需再作任何諮詢。政府於2011年5月17日提出條例草案，希望於2011年7月13日立法會表決通過，歷時不足兩個月，希望以「快刀亂麻」方式讓法案草草通過，因而引起爭議。

## 政府建議方案

### 原方案及讓步修訂
政府提出遞補機制法案，計劃於2012年起的立法會地區直選及區議會（第二）功能界別（俗稱超級區議員）議席實施。在最初的方案，政府建議一律由最高票數的落選名單替補。在遭到廣泛批評後，政府作出讓步修訂，先由同一名單的其餘候選人遞補，但如名單中沒有其他候選人，則仍不會進行補選，而是由最高票數的落選名單替補。

### 公開諮詢方案
2011年7月22日，政府發表諮詢文件，提出4項建議：
1. 限制辭職議員參加同屆任期內任何補選；
2. 政府早前修訂的建議，即議員出缺後由同名單候選人遞補，原有名單用盡後，會由最大餘額得票的候選人補上，若仍有議席空缺，才進行補選；
3. 遞補機制不適用於因去世、重病或其他非自願情況出現的出缺，有關空缺將以補選填補；
4. 由同一名單遞補空缺，若最後沒法由同一名單候選人替補，則議席餘下任期懸空。

諮詢期由2011年7月22日至2011年9月24日，為期兩個月。

### 最終方案
2012年1月20日，政府公佈諮詢結果，限制所有辭職議員於半年內參選。經歷了一個月的立法會「拉布戰」，於2012年6月1日於立法會進行三讀通過。

## 各方意見

### 批評
一批學者在立法會外請願，指出政府剝奪選民的選舉權，要求政府撤回替補機制。近500學者聯署反對新方案，建議政府馬上撤回並進行廣泛諮詢。沈旭暉等800多名年輕學人以「尊重知識、尊重邏輯、尊重理性、尊重選民」為題，在報章廣告高調反對方案。有學者指方案曠古絕今，沒有任何國家採用，且違反比例代表制原則，方案內容引起爭論極多。且取消補選制度為重大制度變革，在不設公眾諮詢下，希望於兩個月內在立法會通過，有違程序公義，難以服眾。反對立法會遞補機制是2011年七一大遊行的主題之一。
這次立法引起香港大律師公會短短兩星期內發表4次聲明，猛烈抨擊政府方案違反基本法和《國際人權公約》。香港律師會也要求政府撤回替補機制草案，進行全面諮詢。
為了抗議政府剝奪選民的選舉權，泛民主派全體議員集體退出草案委員會。曾經在2003年「推銷」二十三條立法，激發香港50萬市民遊行，最後政府被迫撤回立法的前保安局局長葉劉淑儀說政府拒絕諮詢市民而強行立法，沒有汲取23條教訓，令她很痛心。香港中文大學政治與行政學系副教授馬嶽指出遞補草案扭曲民意全國政協委員劉夢熊不同意大律師公會的觀點，但他說政府缺乏廣泛諮詢亦朝令夕改。

### 政府回應
曾蔭權面對民意反對，只是表示衷心希望市民明白政府提出這個機制的原意，繼續支持政府這個做法。而黃仁龍認為重覆政府言論，說遞補制合法合憲，逐一反駁大律師公會提出的7項觀點。

### 支持
建制派由始至終跟政府的立場一致，包括政府多次修訂前後。起初政府建議當議員出缺，由落敗的最高票數的候選人填補，如果有相同票數就抽籤選出替補人，建制派表示支持。後來政府建議當議員出缺，由同一名單的候選人填補，民建聯、工聯會又馬上表態支持政府方案，認為新修訂已經充分回應了民意。起初建制派說「民意已經支持政府立法，不須再諮詢民意」，但是建制派民建聯見政府票數不夠，便和其他建制派向政務司司長唐英年逼宮，使政府7月4日宣布押後二讀，再進行真諮詢。
建制派的工聯會在七一遊行後說，若政府收回替補機制，「工聯會不會反對，亦不會不同意」。自由黨主席劉健儀雖然表示政府修訂版本有聽取民意，比原來方案較為尊重選民意願，但沒有表態支持政府。七一遊行後，劉健儀說「她也不想要」這條法案，後來對政府草案提出修訂。 
《文匯報》社評贊同此方案。7月4日，《文匯報》頭條標題「區選前須堵漏洞 各界撐如期通過替補方案」，7月5日《文匯報》頭條標題「建制派反映民意 遞補案諮詢兩月」。
2010年時，立法會議員梁美芬曾經提出私人條例草案，禁止辭職議員再參選，但是不能通過。直至政府提出遞補機制，梁美芬強調立法有逼切性，一直支持於7月13日二讀通過。7月4日政府宣布押後二讀，梁美芬同日派發宣傳單張，說「政府沒有為替補方案進行公眾諮詢，聽取民意，故本人不支持政府早前處理替補機制的手法……」。7月4日，立法會議員梁美芬認為「選民應該知道投票畀邊一樣嘅人，啲人會唔會中途辭職玩嘢；如果佢係辭職玩嘢，個位畀咗另一個人呢，咁選民同佢一齊受懲罰呢，我覺得應該係說得通。」加上於商台節目《左右大局》中被主持李慧玲連番追問下，其立場表現得搖擺不定而被受批評。直至2011年7月7日為止，有超過二萬人於Facebook群組內聲討梁美芬。

### 後續發展
人民力量稱該《議員出缺方案》觸及香港核心價值。2012年5月2日展開2012年香港立法會拉布攻防戰，人民力量議員黃毓民及陳偉業提出約1306項修訂，欲以拉布手段，盡量拖延表決時間，希望最終拖跨《立法會議席出缺安排議案》的條例草案二讀及三讀獲得通過，迫令政府收回。

## 外部連結
- 填補立法會議席空缺安排公眾諮詢（页面存档备份，存于），政制及內地事務局